# 三乙胺盐酸盐
三乙胺盐酸盐是一种化合物，化学式为(C2H5)3NHCl，可由三乙胺和盐酸反应得到。它可以从1:1乙醇水溶液中长出针状晶体，属三方晶系P31c空间群。它可以和氯化亚铜反应，生成[(C2H5)3NH][CuCl2]。